# Copa de Córcega de fútbol 2010
La Copa de Córcega de fútbol de 2010 fue un torneo de fútbol organizado por la Asociación de Fútbol de Córcega entre el 19 al 21 de abril de 2010. Participaron del torneo las selecciones de Togo, Gabón, Bretaña y Córcega.

## Participantes
- Córcega
- Bretaña
- Gabón
- Togo

## Resultados

### Semifinales
| 19 de mayo de 2010 | Córcega                    | 2-0 | Bretaña | Estadio François-Coty, Ajaccio |  |
|                    | Tibéri 45' · Mandrichi 60' |     |         |                                |  |

| 19 de mayo de 2010 | Gabón                                               | 3-0 | Togo | Estadio François-Coty, Ajaccio |  |
|                    | Aubameyang 16' · Labo 27' (a.g.) · Do Marcolino 84' |     |      |                                |  |

### Disputa del 3º lugar
| 21 de mayo de 2010 | Bretaña                    | 2-1 | Togo      | Estadio Armand Cesari, Bastia |  |
|                    | Guégan 65' · Le Hénaff 75' |     | Abraw 75' |                               |  |

### Final
| 21 de mayo de 2010 | Córcega       | 1-1 (5-4 p.) | Gabón            | Estadio Armand Cesari, Bastia |  |
|                    | Berenguer 51' |              | Do Marcolino 82' |                               |  |

#### Campeón
| Copa de Córcega 2010 |
| -------------------- |
| Bandera de Córcega   |
| Córcega              |

## Goleadores
| 2 goles - Do Marcolino | 1 gol - Berenguer - Tibéri - Mandrichi - Guégan - Le Hénaff - Aubameyang - Abraw | Auto gol - Labo |